# Mali vojnici
Mali vojnici è un film del 1967 diretto da Bahrudin Čengić.